# Blagaj Rijeka
Blagaj Rijeka (cyr. Благај Ријека) – wieś w Bośni i Hercegowinie, w Republice Serbskiej, w gminie Novi Grad. W 2013 roku liczyła 488 mieszkańców.